# Fiskar-Lassestjärnen
Fiskar-Lassestjärnen är en sjö i Dorotea kommun i Lappland och ingår i Ångermanälvens huvudavrinningsområde. Sjön har en area på 0,0515 kvadratkilometer och ligger 730,5 meter över havet. Fiskar-Lassestjärnen ligger i Gitsfjället Natura 2000-område.

## Delavrinningsområde
Fiskar-Lassestjärnen ingår i det delavrinningsområde (719083-148067) som SMHI kallar för Ovan 718920-148152. Medelhöjden är 749 meter över havet och ytan är 3,75 kvadratkilometer. Det finns inga avrinningsområden uppströms utan avrinningsområdet är högsta punkten. Vattendraget som avvattnar avrinningsområdet har biflödesordning 5, vilket innebär att vattnet flödar genom totalt 5 vattendrag innan det når havet efter 296 kilometer. Avrinningsområdet består mestadels av skog (92 procent). Avrinningsområdet har 0,05 kvadratkilometer vattenytor vilket ger det en sjöprocent på 1,4 procent.